# Punctifera ophiomoerae
Punctifera ophiomoerae är en snäckart som beskrevs av Warén 1981. Punctifera ophiomoerae ingår i släktet Punctifera och familjen Eulimidae. Inga underarter finns listade i Catalogue of Life.